# Windows カラー システム
Windows カラー システム (WCS) は様々なソフトウェアやハードウェアでの一貫した色の再現に対応するために Windows Vista から含まれたカラー マネージメント システムである。
Windows 95 から Windows XP、Windows Server 2003 まで含まれていた Image Color Management (ICM) のスーパーセットとして、キヤノンが開発した Kyuanos （キュアノス）を基に開発した。
WCS では ICM に存在していたさまざまな制限を解消するとともに、16 ビットの sRGB 色空間、32 ビットまでの scRGB 色空間、 16 ビットまでの CMYK 色空間、ICC プロファイル v4 をサポートする。
Windows Vista のエクスプローラや Windows フォト ギャラリー、XPS ビューアー、Windows Imaging Component が WCS に対応しており、Microsoft Office も Office 2007 から WCS に対応している。